# Громадянська війна в Ємені (з 2014)
Громадянська війна в Ємені — конфлікт, що триває з вересня 2014 року між двома фракціями, які стверджують, що вони є законною владою Ємену разом зі своїми прихильниками та союзниками. Сили хуситів, що контролюють столицю країни — Сану, і союзники, вірні колишньому президенту Алі Абдулли Салеху зіткнулися з силами, лояльними до уряду Абд Раббо Мансуру Гаді, який знаходиться в Адені. Аль-Каїда на Аравійському півострові (АКАП) і Ісламська держава Іраку і Леванту також здійснювали напади. Аль-Каїда контролює території в глибинці країни, а також уздовж ділянки узбережжя.
21 березня 2015, після захоплення Сани та уряду Ємену, Революційний комітет Ємену на чолі з хуситами оголосив загальну мобілізацію для повалення уряду Гаді й переселення їх до південних провінцій. Наступ хуситів разом зі союзниками й озброєними формуваннями лояльними до Салеха розпочався наступного дня з боїв у мухафазі Лахдж. 25 березня Лахдж був захоплений хуситами, що потім розпочали наступ на передмістя Адена — місце розташування уряду Гаді; Гаді залишив країну цього ж дня. Одночасно з цим, коаліція на чолі з Саудівською Аравією почала військові дії в Ємені, з авіаударів для відновлення колишнього уряду Ємену, матеріально-технічну підтримку цій операції здійснювала уряд США. За даними ООН, з березня 2015 року до березня 2017 року в Ємені було вбито 16 200 осіб, у тому числі 10 тис. цивільних осіб.
Інтервенція Саудівської Аравії з союзниками до Ємену, що включала масштабне бомбардування цивільних районів, була засуджена міжнародною спільнотою.